# Stiletto

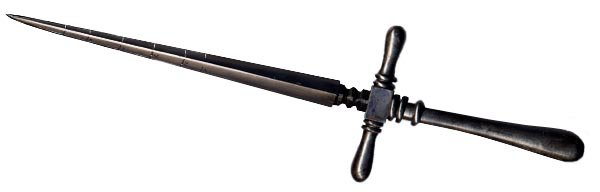
Stiletto

Stiletto je dýka s dlouhou štíhlou čepelí, sloužící primárně jako bodná zbraň. Někdy se tímto názvem označují i vystřelovací nože s úzkou čepelí.
Tato dýka byla využívána pro boj zblízka. Díky kombinaci úzké čepele a ostrého jehlovitého hrotu měla velkou průraznou sílu, čímž umožňovala způsobit vážné hluboké poranění, přestože zanechávala minimální viditelné stopy po zásahu.
Jedná se o dýku italského původu, která se začala používat přibližně v polovině 16. století. Její název vychází z latinského stilus, antického psacího nástroje určeného k rytí do vosku či hliněných tabulek.